# Havârna
Havârna – wieś w Rumunii, w okręgu Botoszany, w gminie Havârna. W 2011 roku liczyła 2823 mieszkańców.